# Psittiparus gularis
A Psittiparus gularis a verébalakúak (Passeriformes) rendjébe, ezen belül az óvilági poszátafélék (Sylviidae) családjába tartozó, 15-19 centiméter hosszú madárfaj. Korábban a timáliafélék családjába (Timaliidae)  vagy a papagájcsőrűcinege-félék családjába (Paradoxornithidae) sorolták.
Banglades, Bhután, Kambodzsa, Kína, India, Laosz, Mianmar, Nepál, Thaiföld és Vietnám trópusi és szubtrópusi nedves hegyi erdeiben él. Alapvetően növényevő, de rovarokat is fogyaszt. Februártól júliusig költ.

## Alfajai
- P. g. gularis (G. R. Gray, 1845) – a Himalája észak-indiai részei, Bhutántól Arunácsal Prades tartomány nyugati részéig;
- P. g. transfluvialis (E. J. O. Hartert, 1900) – Arunácsal Prades tartomány középső és keleti része, délre Északkelet-India Mizoram és Manipur tartományaiig, keleten és nyugaton Mianmar északi és keleti részéig, dél-Kínáig és Thaiföld északnyugati részéig;
- P. g. rasus (Stresemann, 1940) – nyugat-Mianmar;
- P. g. laotianus (Delacour, 1926) – Mianmar keleti része, dél-Kína, Thaiföld északnyugati része, Laosz, Vietnám;
- P. g. fokiensis (David, 1874) – Közép- és Dél-Kína;
- P. g. hainanus (Rothschild, 1903) – Hajnan.

## Fordítás
- Ez a szócikk részben vagy egészben  a   Grey-headed parrotbill című angol Wikipédia-szócikk fordításán alapul.  Az eredeti cikk szerkesztőit annak laptörténete sorolja fel. Ez a jelzés csupán a megfogalmazás eredetét és a szerzői jogokat jelzi, nem szolgál a cikkben szereplő információk forrásmegjelöléseként.